# Менвиллер
Менвилле́р (фр. Mainvillers) — коммуна во французском департаменте Мозель региона Лотарингия. Относится к кантону Фолькемон.	

## География
Менвиллер расположен в 29 км к востоку от Меца. Соседние коммуны: Эльванж на севере, Фолькемон на северо-востоке, Аделанж на юго-востоке, Тикур и Тонвиль на юге, Мани на юго-западе.

## История
- Коммуна бывшего герцогства Лотарингия.

## Демография
По переписи 2008 года в коммуне проживало 272 человека.	

## Достопримечательности
- Следы древнеримского тракта.